# المقبرة الأثرية
المقبرة الاثرية  هو معلم أثري تونسي مصنف من قبل المعهد الوطني للتراث يقع في ولاية نابل في الشمال التونسي، تحديدا في مدينة ديار الحجاج تم تصنيف المعلم في 3 يوم 1915 .

## مقالات ذات صلة
- قائمة المعالم الأثرية المصنفة في تونس